# Nitrianska Blatnica

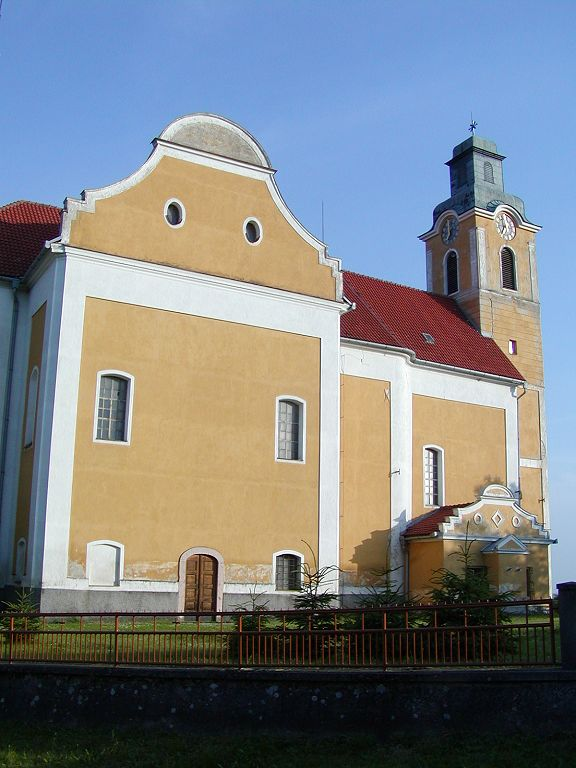
Nitrianska Blatnica

Nitrianska Blatnica (Hongaars: Nyitrasárfő) is een Slowaakse gemeente in de regio Nitra, en maakt deel uit van het district Topoľčany.
Nitrianska Blatnica telt 1.192 inwoners.